# Китайская зеленушка

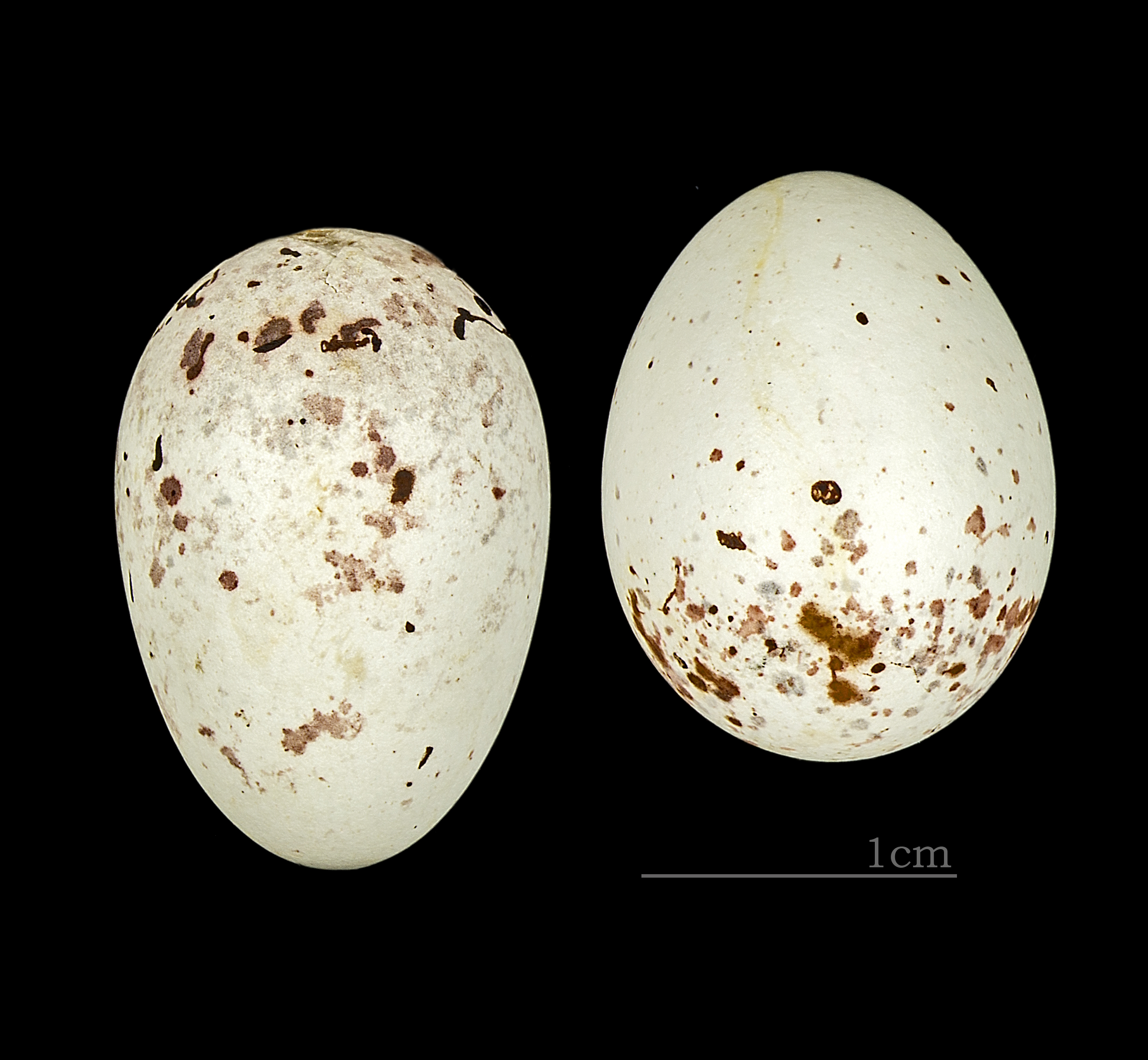
Яйца китайской зеленушки

Кита́йская зелену́шка (лат. Chloris sinica) — певчая птица семейства вьюрковых отряда воробьинообразных. Выделяют четыре подвида. Распространены в Азии.

## Описание
Китайская зеленушка достигает длины 14 см. Своим внешним видом она напоминает распространенную в Центральной Европе обыкновенную зеленушку. Спина, крылья, а также грудь и бока коричневого цвета. Голова серая. Лоб, щёки и надхвостье желтовато-зелёные. На крыльях имеется широкая жёлтая полоска и белые конечные кромки. Имеет место половой диморфизм. В целом самки окрашены несколько более тускло, голова и надхвостье коричневого, а нижняя сторона песочного цвета. Нижние хвостовые перья белёсого цвета.
Пение и призывные крики напоминают как желтогрудую зеленушку, так и распространённую в Центральной Европе обыкновенную зеленушку.

## Распространение
Китайская зеленушка распространена в Восточной Азии: восток Китая, Корея, Япония. В России ареал простирается от восточной части Забайкалья, до Приморья, Сахалина, Курильских островов и Камчатки. Китайская зеленушка населяет опушки леса, полевую межу, берега и светлые леса, а также парки и сады. Встречающиеся в северной области распространения китайские зеленушки являются перелётными птицами. В более южной части области распространения перелётные птицы собираются вне периода гнездования в большие стаи. Часто они объединяются с другими видами певчих птиц. Образ жизни похож на образ жизни европейской и желтогрудой зеленушки.